# Selección de baloncesto en silla de ruedas de los Países Bajos
La selección de baloncesto en silla de ruedas de los Países Bajos es el equipo de baloncesto masculino en silla de ruedas que representa a los Países Bajos en las principales competiciones de baloncesto en silla de ruedas.
Tiene trece medallas europeas, incluido un título, dos finales mundiales y el título paralímpico en su quinta final (ganada en 1992 frente a Alemania y Francia) en su palmarés.

## Participaciones

### Juegos Paralímpicos
| Año   | Pos.             | V            | D            |
| ----- | ---------------- | ------------ | ------------ |
| 1960  | A - 4°           | 0            | 2            |
| 1960  | B -              | 4            | 1            |
| 1964  | A - ?            | ?            | ?            |
| 1964  | B - ?            | ?            | ?            |
| 1968  | 11°              | 1            | 3            |
| 1972  | 9°               | 1            | 3            |
| 1976  | 4°               | 4            | 3            |
| 1980  | 12°              | ?            | ?            |
| 1984  | Medalla de plata | 6            | 2            |
| 1988  | Medalla de plata | 5            | 1            |
| 1992  | Medalla de oro   | 8            | 0            |
| 1996  | 7°               | 3            | 4            |
| 2000  | Medalla de plata | 7            | 1            |
| 2004  | 4°               | 5            | 3            |
| 2008  | No clasificó     | No clasificó | No clasificó |
| 2012  | No clasificó     | No clasificó | No clasificó |
| 2016  | 7°               | 3            | 4            |
| Total | 13/16            | 47           | 25           |

### Copa Mundial
| Año   | Pos.         | V            | D            |
| ----- | ------------ | ------------ | ------------ |
| 2010  | No clasificó | No clasificó | No clasificó |
| 2014  | 16°          | 2            | 5            |
| 2018  | 10°          | 2            | 3            |
| Total | 2/13         | 4            | 8            |

### Campeonato Europeo
| Año     | Pos.              | V  | D  |
| ------- | ----------------- | -- | -- |
| 1971    | Medalla de bronce | ?  | ?  |
| 1974    | Medalla de plata  | ?  | ?  |
| 1977    | Medalla de plata  | ?  | ?  |
| 1978    | Medalla de bronce | ?  | ?  |
| 1981    | Medalla de bronce | ?  | ?  |
| 1987    | Medalla de plata  | ?  | ?  |
| 1989    | Medalla de plata  | ?  | ?  |
| 1991    | Medalla de plata  | ?  | ?  |
| 1993    | Medalla de oro    | ?  | ?  |
| 1995    | Medalla de bronce | ?  | ?  |
| 1997    | ?                 | ?  | ?  |
| 1999    | Medalla de bronce | ?  | ?  |
| 2001-02 | Medalla de plata  | ?  | ?  |
| 2003    | Medalla de plata  | ?  | ?  |
| 2005    | ?                 | ?  | ?  |
| 2007    | ?                 | ?  | ?  |
| 2009    | ?                 | ?  | ?  |
| 2011    | ?                 | ?  | ?  |
| 2013    | 7°                | 4  | 4  |
| 2015    | 4°                | 4  | 4  |
| 2017    | 4°                | 5  | 3  |
| Total   | 21/23             | 13 | 11 |